# Іванцов Олег Григорович
Іванцов Олег Григорович (*6 вересня 1970, Умань, Черкаської області) — український журналіст. Керівник порталу порталу інформаційного агентства «ЛігаБізнесІнформ» Ліга.net
Освіта: Київський національний університет імені Тараса Шевченка, факультет соціології і психології (1987–1992)роки.

## Діяльність
Листопад 1996 — вересень 1997 року — консультант відділу досліджень громадської думки, 1997–2005 — керівник соціологічної служби, перший заступник головного редактора, газета «День».
З листопада 2005 року по червень 2006 головний редактор газети «Экономические известия».
З березня 2007 року газета «Газета 24», 1-й заступник головного редактора, з жовтня — головний редактор.